# Paul West (sceneggiatore del cinema muto)
Paul West (Boston, 26 gennaio 1871 – 29 ottobre 1918) è stato uno sceneggiatore statunitense che lavorò nel cinema all'epoca del muto e nel teatro musicale di Broadway.
Occasionalmente, si firmò talvolta con il nome Bill Blunder.
Si cimentò una sola volta nella regia, firmando insieme a Robert G. Vignola Great Expectations, film del 1917 tratto dal romanzo di Charles Dickens.
West morì in Francia anni il 29 ottobre 1918 all'età di 47 anni.

## Filmografia
- Bill Bogg's Windfall, regia di Dell Henderson (1912)
- A Lesson to Mashers, regia di Dell Henderson (1913)
- Edwin's Badge of Honor, regia di Dell Henderson (1913)
- Her Husband, regia di Theodore Marston (1914)
- Bill's Job, regia di Eddie Dillon (Edward Dillon) (1914)
- Bill Takes a Lady Out to Lunch... Never Again, regia di Eddie Dillon (Edward Dillon) (1914)
- Bill Saves the Day, regia di Eddie Dillon (Edward Dillon) (1914)
- Bill Organizes a Union, regia di Eddie Dillon (Edward Dillon) (1914)
- Bill Goes in Business for Himself, regia di Eddie Dillon (Edward Dillon) (1914)
- Bill Manages a Prizefighter, regia di Eddie Dillon (Edward Dillon) (1914)
- Bill Spoils a Vacation, regia di Eddie Dillon (Edward Dillon) (1914)
- Bill Joins the W.W.W.'s, regia di Eddie Dillon (Edward Dillon) (1914)
- Ethel's Roof Party, regia di Edward Dillon (1914)
- Ethel Has a Steady, regia di Eddie Dillon (Edward Dillon) (1914)
- Mr. Hadley's Uncle, regia di Eddie Dillon (Edward Dillon) (1914)
- Bill and Ethel at the Ball, regia di Eddie Dillon (Edward Dillon) (1914)
- Ethel Gets the Evidence, regia di Eddie Dillon (Edward Dillon) (1915)
- A Flyer in Spring Water, regia di Eddie Dillon (Edward Dillon) (1915)
- War, regia di George D. Baker (1915)
- Bill Turns Valet, regia di Eddie Dillon (Edward Dillon) (1915)
- Ethel Gets Consent, regia di Eddie Dillon (Edward Dillon) (1915)
- Bill Gives a Smoker, regia di Eddie Dillon (Edward Dillon) (1915)
- The Emerald Brooch, regia di Lloyd Ingraham (1915)
- When Dumbleigh Saw the Joke, regia di Sidney Drew (1915)
- Ethel's Deadly Alarm Clock (1915)
- Boobley's Baby, regia di Sidney Drew (1915)
- The Victim, regia di George Siegmann (1915)
- The Story of a Glove, regia di Sidney Drew (1915)
- Crooky, regia di C. Jay Williams (1915)
- A Safe Investment, regia di Sidney Drew (1915)
- The Deceivers, regia di Sidney Drew (1915)
- Jane's Bashful Hero, regia di George D. Baker (1916)
- Mr. Jack, a Hallroom Hero, regia di C.J. Williams (1916)
- Mr. Jack Wins a Double-Cross (1916)
- Myrtle the Manicurist, regia di Harry Davenport (1916)
- Number One, regia di Sidney Drew (1916)
- Object -- Matrimony, regia di Harry Myers (1916)
- A Society Sherlock, regia di William Garwood (1916)
- The Velvet Paw, regia di Maurice Tourneur - soggetto (1916)
- The Chattel, regia di Frederick A. Thomson (1916)
- The Dark Silence, regia di Albert Capellani (1916)
- The Lash, regia di James Young (1916)
- Great Expectations, regia di Robert G. Vignola e Paul West (1917)
- A Girl Like That, regia di Dell Henderson (1917)
- Her Right to Live, regia di Paul Scardon (1917)
- Each to His Kind, regia di Edward J. Le Saint (1917)
- The American Consul, regia di Rollin S. Sturgeon (1917)
- The Adventurer, regia di Alice Guy (1917)
- On Record, regia di Robert Z. Leonard (1917)
- A Mormon Maid, regia di Robert Z. Leonard (1917)
- A Kiss for Susie, regia di Robert Thornby - soggetto (1917)
- The Princess of Park Row, regia di Ashley Miller (1917)
- Woman and Wife, regia di Edward José (1918)
- The Studio Girl, regia di Charles Giblyn (1918)
- At the Mercy of Men, regia di Charles Miller (1918)
- The Ordeal of Rosetta, regia di Emile Chautard (1918)
- The Little Runaway
- De Luxe Annie, regia di Roland West (1918)
- The Death Dance, regia di J. Searle Dawley (1918)
- The Safety Curtain, regia di Sidney A. Franklin (1918)
- The Zero Hour, regia di Travers Vale - soggetto (1918)
- A Taste of Life, regia di John Francis Dillon (1919)